# El perro del hortelano
El perro del hortelano es una Comedia de Lope de Vega, publicada en la Oncena parte de las comedias de Lope Félix de Vega Carpio en Madrid, en 1618 al cuidado personal del propio autor. Procede por una expresión idiomática: «Ser como el perro del hortelano, que no come ni deja comer»; el perro es un animal no herbívoro que no come las verduras del huerto de su amo, pero no deja que los otros animales las coman. Toda la frase se refiere al argumento de la obra y significa que la condesa Diana no puede amar a Teodoro y por eso, no le deja amar ni ser amado por cualquier otra mujer.

## Resumen
La gran historia empieza cuando Teodoro y Marcela están hablando en la terraza del castillo de la condesa Diana en Miranda, Nápoles. Tristán vigila la puerta, ve que se acerca Fabio, por lo que Teodoro y Tristán se dan a la fuga empujando a Fabio que cae rodando por las escaleras. Llega la condesa Diana, que intuye por la situación que algún hombre ha entrado. Entonces reúne a todo el servicio y pregunta por lo ocurrido. Anarda le cuenta que hay cierta relación amorosa entre Teodoro y Marcela; cuando esta es entrevistada lo confirma, y para no desprestigiar a Teodoro y a sí misma, dice que han hablado de casamiento. La condesa decide que pueden casarse, pero en realidad ella está enamorada de Teodoro y tiene celos de Marcela.
Diana escribe una carta de amor y como si fuese de una amiga, la entrega a Teodoro y le pide que conteste. El criado al ver que tiene posibilidades con la condesa rechaza a Marcela, esta por venganza se va con Fabio. A los pocos días la condesa rechaza a Teodoro y recibe a su dos pretendientes, el conde Federico y el marqués don Ricardo, escogiendo a su futuro esposo.  Teodoro indignado por haber sido rechazado por Diana por nada intenta volver con Marcela, que lo rechaza aludiendo que está con Fabio. Pero los dos se acaban reconciliando rápidamente, mientras la condesa Diana los está espiando.
Diana, otra vez celosa, habla a solas con Teodoro y le hace entender que está enamorada de él (cosa que le avergüenza, ya que no tiene sangre noble y es una deshonra para su reputación). Al acabar de hablar, Teodoro habla con Marcela y le dice que Diana quiere que se case con Fabio, y por tanto tiene que hacerlo. Marcela se da cuenta de que él no quiere a la condesa, él la quiere a ella.
Poco después Diana rechaza al marqués Ricardo y Teodoro habla con Diana para decirle que no quiere más falsas esperanzas y se va con Marcela, justamente lo que la condesa no quería. Al notar Ricardo y Federico el amor de la condesa por Teodoro y además de que no es de sangre noble, encargan a Tristán que lo mate después de negociar el precio. Este cuenta todo a su amo e ingenia un plan para ayudarle. El plan consiste en ir a ver al conde Ludovico, quien había perdido hace muchos años a un hijo llamado precisamente Teodoro, y hacer pasar a Teodoro por su hijo, para así tener sangre noble y poder casarse con la condesa.
El plan se lleva a cabo; Tristán visita al conde Ludovico y se inventa la historia. El conde muy feliz decide ir a ver a su supuesto hijo al condado de Belflor. Teodoro recibe la visita de su falso padre, con gran sorpresa de todos. Al ser noble, Teodoro y Diana se casan y se van con su “padre”, después de que Teodoro rechace definitivamente a Marcela, que será obligada a casarse con Fabio.

## Interpretaciones
Marc Vitse aprecia que la obra puede leerse como una "comedia de privanza" de risa. El personaje del secretario alude a su situación como propia de César Borgia, y se adapta a las situaciones de la misma manera que un príncipe a los cambios de la Fortuna; incluso hace suyo el famoso lema de César Borgia: "O César, o nada". Más que el tema del amor hay que considerar también que Diana es poco menos que un trámite para conseguir el condado de Bellflor. El subtexto de El príncipe de Nicolás Maquiavelo es evidente, así como la atmósfera de general inmoralidad que envuelve la obra.

## Personajes
- Diana, condesa de Belflor o dama: es una mujer fría y calculadora, incapaz de mostrar sus sentimientos ni amar a quien realmente ama por ser su criado.
- Teodoro: secretario o criado de Diana, indeciso y aprovechado de los demás. Se vale de las mujeres para conseguir sus propósitos.
- Tristán: un gracioso sumamente discreto, hábil y mejor amigo de Teodoro además de su criado. Consigue hallar un fabuloso plan para además de salvarle la vida a Teodoro, casarle con Diana.
- Fabio: criado de Diana.
- Marcela: dama de Diana la condesa y novia de Teodoro que dejan y vuelven a retomar la relación debido a los cambios de parecer de la condesa.
- Ricardo: marqués que se enamora de la Condesa Diana, pero él se da cuenta de que Diana quiere entregar su amor a Teodoro y Ricardo decide mandar a alguien a que lo mate pero su plan resulta fallido.
- Federico: conde y pretendiente de la Condesa Diana.
- Ludovico: conde que perdió a su único hijo (desaparecido) cuando este era pequeño y es fácilmente engañado por Tristán, debido a que este se hace pasar por un comerciante griego  que compró a un esclavo llamado Teodoro (supuestamente su hijo), pero todo era una mentira para que Teodoro (protagonista) se convirtiera en hijo de un conde y pudiera casarse con Diana.
- Anarda: dama de Diana.
- Octavio: mayordomo de Diana, la condesa
- Celio*: criado
- Leonido*:Criado de Federico.
- Antonelo: Lacayos
- Furio: Criado de Diana
- Lirano: Lacayos
- Dorotea: Criada de Diana

## Representaciones destacadas
- Estreno, Madrid, 1618.
- Coliseo de la Cruz, Madrid, 1806.
- Teatro de los Caños del Peral , Madrid, 1808. Intérpretes: Manuela Carmona, Juan Carretero, María Dolores Pinto, Josefa Virg, Antonio Ortigas, Mariano Querol, Antonio Soto.
- Teatro Español, Madrid, 27 de febrero de 1931. Intérpretes: María Guerrero López, Fernando Díaz de Mendoza y Guerrero.
- Teatro Español, Madrid, 24 de noviembre de 1962. Compañía de Teatro Español. Director: Cayetano Luca de Tena. Escenografía: Emilio Burgos. Intérpretes: Carmen Bernardos, Armando Calvo, Miguel Ángel, Mary Paz Ballesteros, Maite Blasco, Jacinto Martín.
- Televisión española. Estudio 1, 2 de febrero de 1966. Dirección: Pedro Amalio López. Intérpretes: Mercedes Barranco, Fernando Delgado, Julia Trujillo, Irene Daina, Concha Leza.
- Corral de la Pacheca, Madrid, 1975-1976. Compañía Nacional de Comedias. Director: Manuel Canseco
- Teatro Real Coliseo de Carlos III, San Lorenzo de El Escorial, 1979-1980. Compañía Española de Teatro Clásico. Director: Manuel Canseco. Intérpretes: Julia Trujillo, Nicolás Dueñas, Francisco Portes, Etelvina Amat.
- Televisión española. Estudio 1, 8 de mayo de 1981. Dirección: Cayetano Luca de Tena. Intérpretes: Concha Cuetos, Manuel Gallardo, Francisco Portes, Luisa Armenteros, Luis Barbero, Chelo Vivares, Juanjo Artero.
- Corral de comedias de Almagro, 13 de julio de 1989. Compañía Nacional de Teatro Clásico. Director: Gracia Morales Ortiz.
- Festival de Teatro de Cáceres, 12 de junio de 1992. Compañía de Francisco Portes. Intérpretes: Marisa de Leza, Pedro Civera, Francisco Portes.
- Teatro Pavón, Madrid, 18 de septiembre de 2011. Compañía Nacional de Teatro Clásico. Director: Eduardo Vasco. Intérpretes: David Boceta, Joaquín Notario, Eva Rufo, Alberto Gómez, María Besant.

## Adaptaciones cinematográficas
Fue adaptada al cine por Yan Frid en 1977 (URSS), con Margarita Terejova, Mijaíl Boyarski y Armen  Dzhijarjanian en los papeles principales. 
Fue adaptada al cine por Pilar Miró en 1996, con Emma Suárez, Ana Duato y Carmelo Gómez en los papeles principales. La película ganó siete premios Goya en la edición de 1997.